# Ополоник

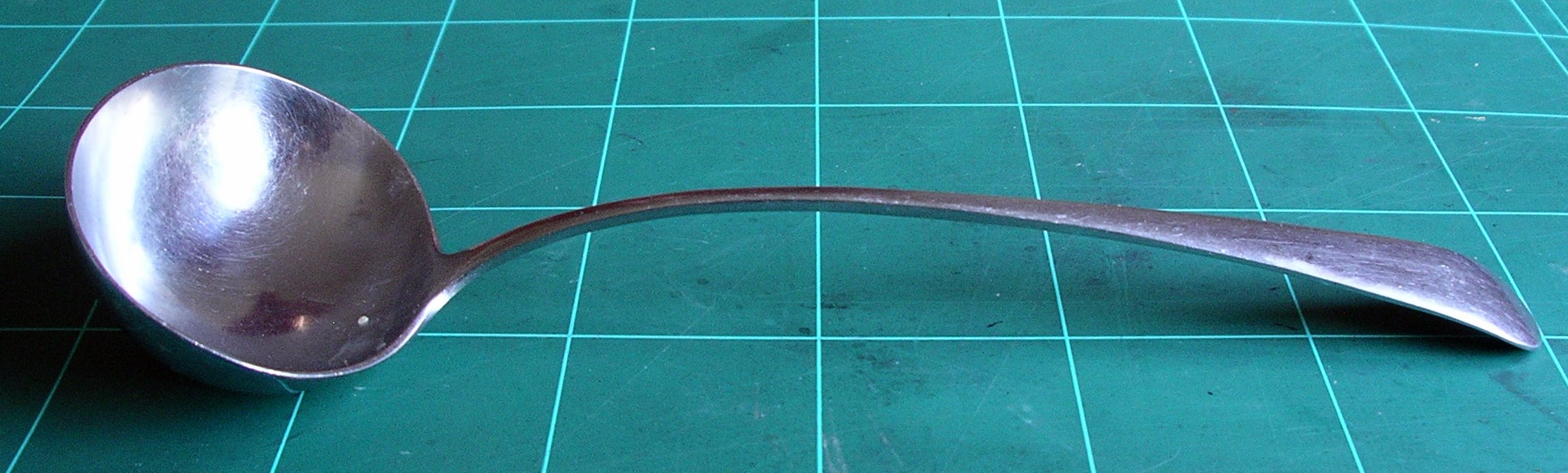
Сталевий ополоник на тлі квадратів 5 см

Ополо́ник, рідше поло́ник, також черпак, діал. варе́х(а) (вари́шка), заст. по́варка — велика ложка, якою наливають рідкі страви; також шумі́вка — велика плоска ложка з дрібними отворами, призначена для зняття піни або витягування з відвару зварених продуктів. 
В Україні для приготування та наливання страв існували великі ложки — варехи, варішки. Для витягування вареників — великі ложки з отворами. Крім цього, ложкарі видовбували ополоники для пастухів на полонинах. Полонинський ополоник — це велика довбана ложка з довгою вертикальною ручкою, що використовувалась під час виготовлення овечого сиру — бринзи. Ополоник був мірою місткості близько 1 літра.